# Anton Wilthum
Anton Wilthum (* 8. Mai 1888 in Furth bei Göttweig; † 14. November 1946 bei Wolfsberg (Kärnten)) war ein nationalsozialistischer Kreisleiter im Kreis Krems.

## Leben
Wilthums Eltern waren der Winzer Anton Wilthum und dessen Frau Josefine, geb. Rohrer. Anton Wilthum legte 1908 die Matura ab und besuchte eine Lehrerbildungsanstalt. Im Ersten Weltkrieg war er acht Monate beim Landsturmregiment 21 eingesetzt, anschließend war er bis 1934 als Volksschullehrer tätig. Im Mai 1928 trat er zum ersten Mal der NSDAP bei (Mitgliedsnummer 83.660). Zu einem unklaren Zeitpunkt in den folgenden Jahren trat er wieder aus oder wurde aus der Partei ausgeschlossen.
Zum zweiten Mal trat Anton Wilthum der NSDAP am 21. Februar 1933 bei (Mitgliedsnummer 1.452.005). Im Juni 1933 wurde er wegen der NS-Betätigung als Lehrer suspendiert, später in den Bezirk Gmünd versetzt und im September 1934 pensioniert. 1934 trat er der illegalen SA bei. Nach dem sog. „Anschluss“ Österreichs 1938 durfte Wilthum seine alte niedrige Mitgliedsnummer weiterführen und galt damit als Alter Kämpfer. Innerhalb der SA stieg Wilthum bis 1943 zum Sturmbannführer auf. Vom 1. März 1940 bis 8. Februar 1941 vertrat er Hans-Heinz Dum als Kreisleiter des Kreises Krems. Er wurde 1941 zum Kreisleiter des Kreises Krems ernannt, nachdem Hans-Heinz Dum nach dessen Rückkehr vom Militärdienst zum Kreisleiter von Horn ernannt worden war. Anton Wilthum war maßgeblich am Massaker im Zuchthaus Stein beteiligt, konnte jedoch aufgrund seines Selbstmordes 1946 im Lager Wolfsberg nicht vor Gericht gestellt werden.